# Chamaeleo africanus
Chamaeleo africanus là một loài tắc kè hoa trong họ Chamaeleonidae. Loài này được Laurenti mô tả khoa học đầu tiên năm 1768.
Đây là loài bản địa Sahel và thung lũng sông Nile, mặc dù chúng đã được du nhập tới Hy Lạp. Chúng có kích thước trung bình có thể đạt chiều dài khoảng 34 cm, bao gồm cả đuôi.

## Hình ảnh

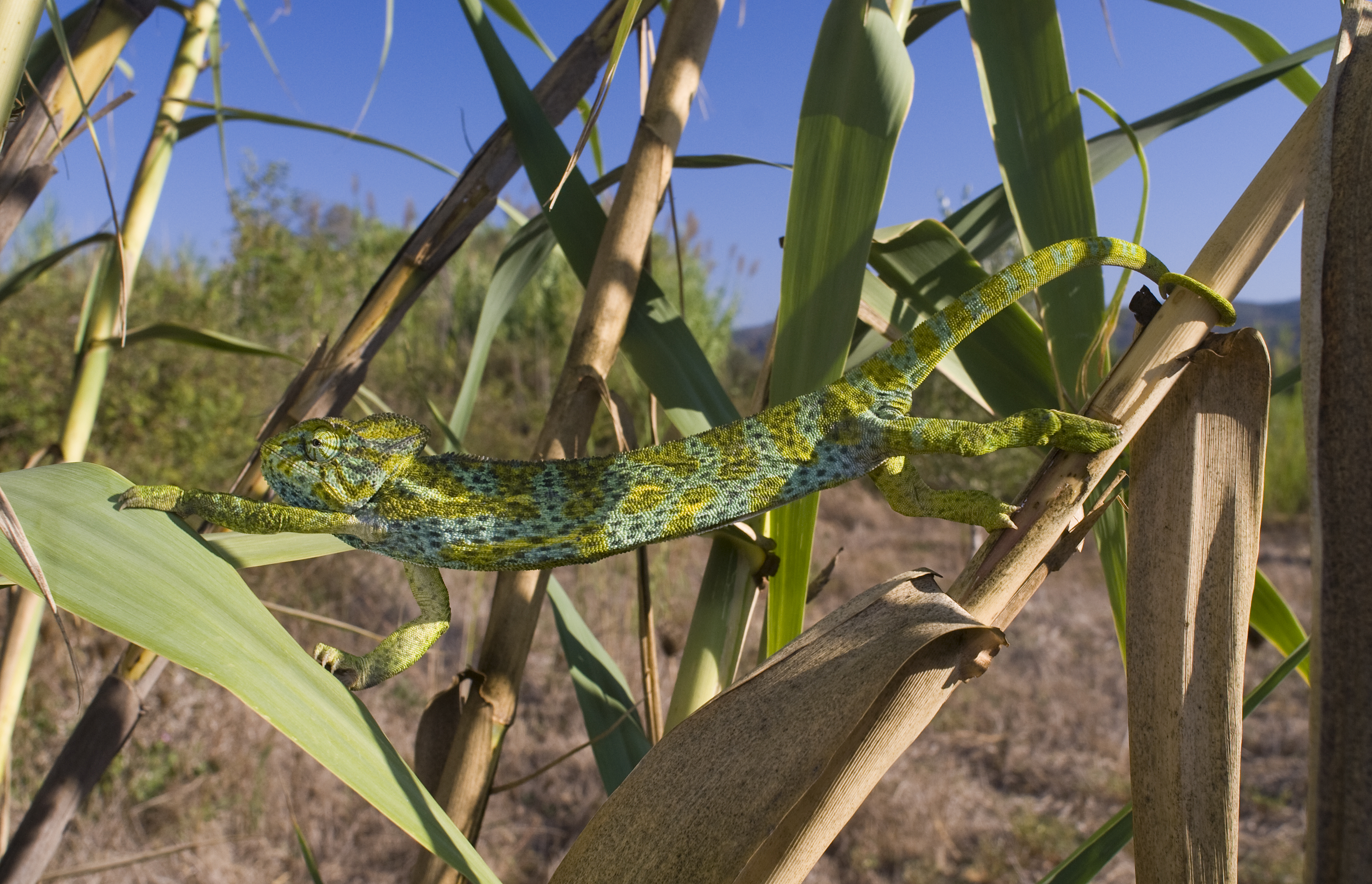
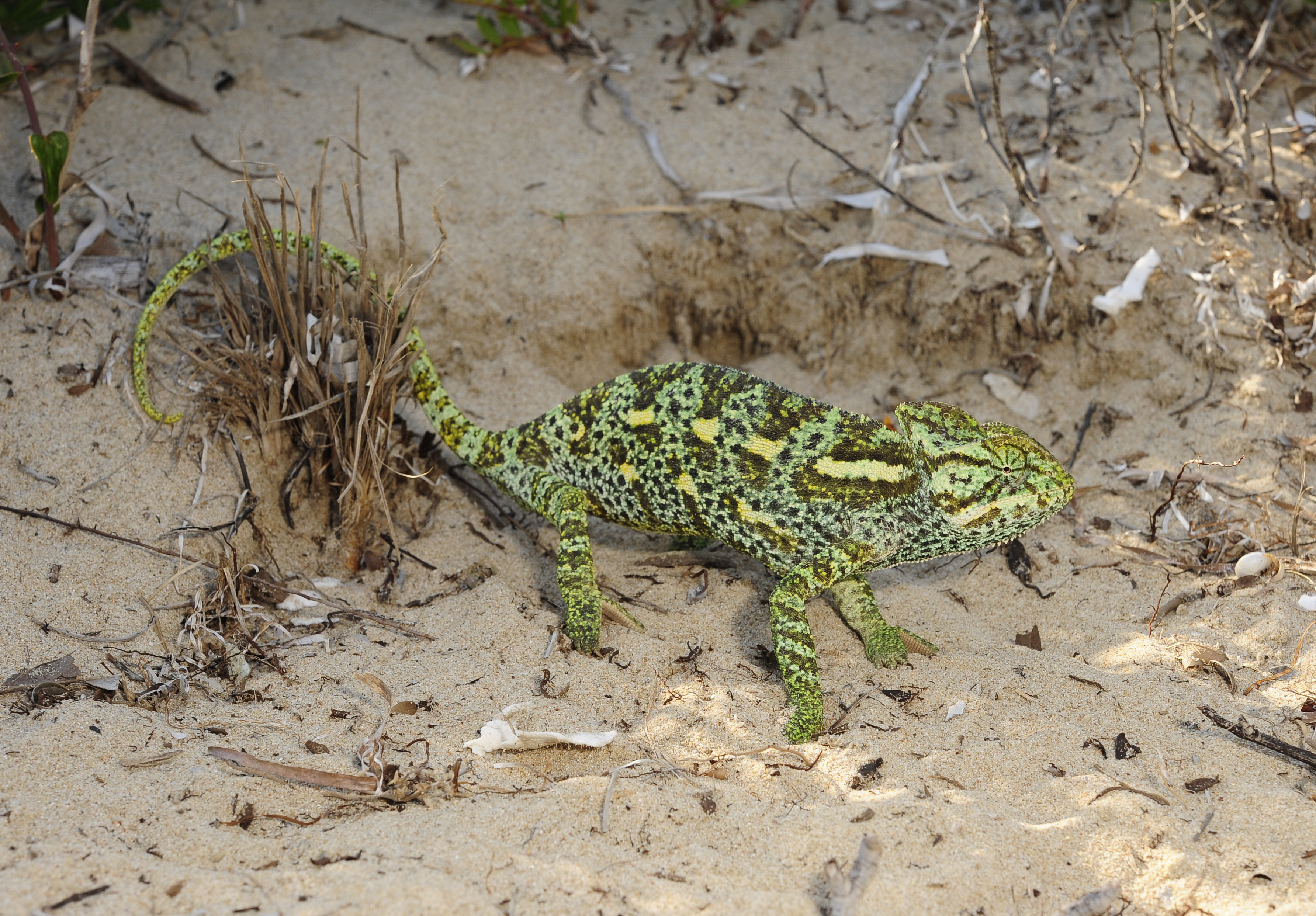